# Kemény Zsigmond Társaság
A Kemény Zsigmond Társaság (rövidítve KZST) 1876-tól 1948-ig Marosvásárhelyen működő irodalmi társaság. A rendszerváltás után újjáalakult, napjainkban is működik szintén Marosvásárhely központtal.

## Története

### 1876-tól az első világháború végéig
Kezdeményezője és alapítója Tolnai Lajos, aki Apor Károly elnöklete alatt a KZST első titkára is. A társaság célja az alapszabály szerint: „A széptudományok művelése, a régi és újabb székely-magyar nyelvészeti sajátosságok és népköltési emlékek felkutatása és összegyűjtése, Kemény Zsigmond munkáinak kiadása.” A társaság története történelmi és személyi-vezetőségi okok miatt megszakításokkal tarkított, eleinte valóban a „széptudományok”, később inkább maga az élő irodalom és zene megismertetése és népszerűsítése kapott főhangsúlyt tevékenységében. Működésében így több virágzó korszakot különíthetünk el.
Az első, ún. Tolnai-korszakban (1876–84) rendszeresek voltak a társaság felolvasóülései, főleg nyelvészek, történészek előadásai számottevőek. Ekkor jelent meg a társaság első közlönye, az Erdélyi Figyelő, ugyancsak Tolnai szerkesztésében 1879 augusztusától 1880 júniusáig, melyben a szerkesztő irodalomszervezői koncepcióit próbálta érvényesíteni. 1883-ban újraindult, most már csak Figyelő címmel, itt Tolnai a helyi közélet ferdeségeit vette elsősorban célba. Összesen 13 száma jelent meg, s Tolnai az ellene indított támadások miatt távozni kényszerült Marosvásárhelyről.
Nemcsak Tolnai távozása, hanem Apor elnök halála (1883) következtében is a KZST működése ezután huzamosabb ideig szünetelt, egészen 1896-ig, amikor Petelei István gazdag szerkesztői és irodalomszervezői tapasztalatokkal hazaköltözött Marosvásárhelyre és a társaság elnökévé választotta. Újra lett folyóirata a társaságnak Marosvásárhelyi Füzetek címmel. Összesen 6 füzet megjelenéséről tudunk. Ebben az időszakban termékenyen folyt a társaság részéről kiírt pályázatokkal a népköltési és népmesei gyűjtőmunka. Petelei egészségi állapotának romlása miatt már egy év múlva szervezőegyéniség nélkül marad a társaság, elnökök követték egymást, de új szakasz csak azután nyílt a KZST történetében, miután 1909 és 1916 között, Bernády György polgármestersége idején Marosvásárhely szellemi modernizálása folyamatában sok kiváló, nagy műveltségű középiskolai tanár érkezett a városba.
Az 1910-es évek elején kapcsolódott a társaság munkájába Antalffy Endre, Berde Mária, Büchler Pál, Csergő Tamás, Farczády Elek, Kabdebó Erna, Kovács Dezső, László Árpád, Metz Albert, Molter Károly, Nagy Emma, Simor Jenő, Zsizsmann Rezső. Részben ők alkották a KZST égisze alatt meginduló Zord Idő munkatársi gárdáját is, mely az elsők között kezdte meg a harcot az erdélyi irodalom centralizálásáért s egyben az első rangosabb megjelenési lehetőséget is biztosította Bárd Oszkár, Balogh Endre, Gyallay Domokos, Nyirő József, Sipos Domokos, Tompa László, Áprily Lajos, Molter Károly, Berde Mária és Olosz Lajos művei számára.

### Az 1920-as évektől 1948-ig
Az újabb, komolyabb munkába lendülés a kisebbségi konszolidálódás következménye. Az erdélyi irodalom szinte valamennyi számottevő munkása tagja lesz vagy fellép a KZST felolvasóülésein. Ez a lendület válik teljessé 1928-tól, amikor Kemény Jánost elnöknek, Sényi Lászlót főtitkárnak választják; ők vezetik a társaság munkáját egészen annak megszűnéséig, 1948 májusáig. Rendszeresek a felolvasóestek, melyeket a műsorok minősége jellemez: az előadók közt már 1928-ban Szentimrei Jenő, Gulácsy Irén, Kádár Imre, Makkai Sándor, 1929-ben Tamási Áron, Bánffy Miklós, Dsida Jenő, Bárd Oszkár, Szántó György, Tompa László, Kacsó Sándor, Markovits Rodion, Tabéry Géza szerepelt, a társaság vendége volt Móra Ferenc, Mécs László, Erwin Wittstock, majd 1930-ban Heinrich Zillich, Móricz Zsigmond, Benedek Marcell, Otto Folberth, s a névsor évről évre gazdagodott. A társaság ebben az időszakban újította fel Kemény Zsigmond emlékezetét (1929), emelt sírkövet Dicsőszentmártonban Sipos Domokosnak (1934), helyezett emléktáblát a Petelei István marosvásárhelyi szülőházára (1935), készített ereklyeszekrényt Bolyai koponyájának (1937), próbált állandó színházat szervezni Marosvásárhelynek s juttatta először a nyilvánosság dobogójára az erdélyi irodalom új tehetségeit Asztalos Istvántól Salamon Ernőig, a zenészeket Zeno Vanceától Nagy Istvánig.
Ez a húszévi virágzás kétségtelenül annak köszönhető, hogy Sényi László a társaság önkéntes "ingyenes és mindenes" főtitkáraként állt be a művészet elősegítőjének. Ő maga nem volt a szó mindennapi értelmében alkotó, mégis a két világháború közötti erdélyi magyar irodalmi élet egyik jelentős "alkotását" hagyta ránk: a KZST levelezési naplóját, levelek, kéziratok, cikkek, műsorok ezrekre menő gyűjteményét. S egyben írásos bizonyítékát saját két évtizedes irodalomszervező munkájának.
A KZST kereste a találkozást a román irodalom, a magyarországi irodalom és az erdélyi szász írók képviselőivel, többjüket tagjai sorába is választotta. Állandó és rendszeres felolvasóestjein, országos körútjain, pályázataival, kiadványaival jótékonyan befolyásolta az egész országrész szellemi életét. Történetét A marosvásárhelyi Kemény Zsigmond Társaság hetven esztendeje cím alatt Dávid Gyula írta meg a Marosi Ildikó szerkesztésében és jegyzeteivel megjelent A marosvásárhelyi Kemény Zsigmond Társaság levelesládája bevezető tanulmányaként; ez a kötet közölte a társaság 1876-os alapszabályait, tagnévsorát, havi üléseinek jegyzőkönyveit (1909–48), felolvasóüléseinek műsorait (1879–1948), s a társaság működésével kapcsolatosan 255 levelet és 58 egyéb dokumentumot hozott nyilvánosságra.

## Tagjai (1876–1948) betűrendben
- Ady Mariska
- Agyagási Károly
- Antalffy Endre
- Bakóczi Károly
- Balázs Sándor
- Balogh Endre
- Bárd Oszkár
- Berde Mária
- Biás István
- Csiky Gergely
- Dávid György
- Diénes Jenő
- Dózsa Dániel
- Eisler Mátyás
- Farcádi Sándor
- Fekete Andor
- Ferenczy Zsizsi
- Finta Gerő
- Finta Zoltán
- Flórián Tibor
- Fülöp Áron
- Gaál Gábor
- Gulácsy Irén
- Kótay Pál
- Kiss Gyula
- Kovács Péter
- Lakatos Imre
- Lőwy Ferenc
- Metz István
- Molter Károly
- Nagy Emma
- Nagy Endre
- Orbán Balázs
- Osvát Kálmán
- Petelei István
- Sándor Judit
- Szathmáry Lajos
- Székely Jenő
- Szini Lajos
- Tolnai Lajos
- Tóthfalusi József
- Trózner József
- Ziegler Károly